# 1211
1211是1210与1212之间的自然数。

## 在数学中
- 合數，正因數有1、7、173和1211。
質因數分解為{\displaystyle 7\times 173}。
- 虧數，真因數和為181，虧度為1030。
- 不尋常數，大於平方根的質因數為173。
- 半質數。[1]
- 無平方數因數的數。
- 十进制的等數位數。
- 1211是外观数列的第4项。[2][3]
- 1211是一个波里奈克数(de Polignac Number)，因为它是奇数，且不能被表示为2的整数次幂与1个质数之和。[4][5]:193[6]
- 1211是第14个八边形数(560)与第14个九边形数(651)之和。[7]

## 在自然科学中
- 小行星1211是一颗主小行星带小行星。[8]
- NGC 1211是鲸鱼座的一个星系。[9][10]
- 哈龙-1211是二氟一氯一溴甲烷的别称[11][12]:263。

## 在其他领域中
- 雷电山的海拔约为1211米。[13]
- 清潭大桥的长度约为1211米。[14]